# Thelionema
Thelionema é um género botânico pertencente à família Xanthorrhoeaceae.

## Espécies
- Thelionema caespitosum (R.Br.) R.J.F.Hend.
- Thelionema grande (C.T.White) R.J.F.Hend.
- Thelionema umbellatum (R.Br.) R.J.F.Hend.